# Lengyel István (szigligeti kapitány)
Lengyeltóti Lengyel István (fl. 1567–1581), szigligeti várkapitány, földbirtokos.

## Élete
A nemesi származású lengyeltóthi Lengyel családnak a sarja. Apja lengyeltóthi Lengyel Boldizsár (fl. 1516–1549), hadvezér, a szigligeti vár tulajdonosa, földbirtokos, anyja Fajszy Katalin (fl. 1542) volt. Az apai nagyapja lengyetóti Lengyel László (fl. 1505–1507), somogyi követ, királyi táblai ülnök, földbirtokos volt. Az anyai nagyszülei fajszi Fajszy János (fl. 1505–1519), 1505-ben Somogy vármegye alispánja, földbirtokos és Somlyay Anna (fl. 1505–1518) voltak. Nagybátyjai lengyeltóti Lengyel János, királyi asztalnokmester, valamint Lengyel Gáspár, földbirtokos. Leánytestvére Lengyel Brigitta (fl. 1565–1577), akinek a férje Magyar Bálint szigligeti várkapitány volt.
Fonyódra csak 1567-től kezdődően vezényelhettek királyi pénzen fizetett zsoldosokat. Fonyód sohasem lett királyi tulajdonú vár, mert a tóti Lengyelek végig a török idők alatt is meg tudták őrizni a Fonyódra való birtokjogukat. Fonyód, mint a többi fontos végvár azonban királyi támogatást élvezett. Erre bizonyíték többek között az, hogy Magyar Bálint sógorát és fogadott fiát, tóti Lengyel Istvánt 1569 nyarán Miksa királyhoz küldte Bécsbe a katonáinak járó zsoldért. 1569-ben azonban Magyar Bálintnak és embereinek nem küldtek zsoldot. Tóti Lengyel István pénz nélkül tért vissza Fonyódra. Magyar Bálintot ugyanis belekeverték az erdélyiekkel Miksa király megbuktatására összefogó magyar urak ügyébe. Az éppen Bécsben lévő Bocskay György írta, hogy „lug nélkül is igen megmosta a fejét őfelsége (T. i. Lengyel Istvánnak) és ugyan szemébe megmondta, hogy jól értené Magyar Bálintnak minden praktikáját az rebellisekkel..." 1573. november 17-e után kisasszonyfalvi Istvánffy István lovaskapitány, azaz lovashadnagy Kanizsán. A Haditanács tudatja a Kanizsára kirendelt királyi biztosokkal, hogy Lengyel István lovaskapitányi tisztét Rudolf király Istvánffy Istvánnak adományozta.
Magyar Bálint szigligeti kapitány 1573-ban bekövetkezett halála után a szigligeti vár állapota egyre romlott. Az újabb várkapitány Lengyel István lett. Magyar Bálint erejét még lekötötte a somogyi Lengyel javak és a fonyódi végvár védelme mellett a szigligeti vár és uradalom birtokainak elsősorban a töröktől való megőrzése. Velük küzdött, a fonyódi vár tisztjeként fogadott fiúk, lengyeltóti Lengyel Brigitta édestestvére tóti Lengyel István is. A rossz állapotban lévő szigligeti vár javítására 1580-ban a királyi kamara pénzt utalt ki Lengyel István részére. Ez az összeg azonban csak a legszükségesebb javításokra lehetett elegendő, mivel a sok gondot okozó várat, birtokosa felajánlotta a királynak Rajkáért cserébe. Indoklásként a vár rossz állapotát, „hadakozó szerszámuk" elégtelenségét és a török fenyegető közelségét említette. 1581-ben a tapolcaiak tiltakoznak a király előtt, hogy Lengyel István szigligeti kapitány Tapolcát a várához akarja kapcsolni.

## Házassága és leszármazottjai

Dalkai Hathalmy Lázár (1480-1534), veszprémi alispán címere (1517)

Lengyel István feleségül vette Thury György (fl. 1519–1571) végvári vitéznek az özvegyét, dalkai Hathalmy Zsófia (fl. 1563) asszonyt, akinek a szülei dalkai Hathalmy György (fl. 1534–1567), semptei várnagy, földbirtokos és némai Kolos Erzsébet (fl. 1580) voltak. Az apai nagyapja dalkai Hathalmy Lázár (1480-1534), Veszprém vármegye alispánja, a veszprémi vár várnagya, földbirtokos, aki 1517. november 5-én II. Lajos magyar királytól szerzett címeres nemeslevelet. Hathalmy Lázárnak a szülei dalkai Hathalmy László (fl. 1447–1478), földbirtokos és Hettyey Márta (fl. 1480) voltak; Hathalmy Lászlóné Hettyey Márta apja Hettyei István (fl. 1451–1476) földbirtokos volt. Hettyei István apja Hettyei Leusták, földbirtokos, aki apjával Hettyei Péter földbirtokossal együtt 1415. október 20-án címeradományban részesült I. Ferdinánd aragóniai királytól Perpignanban, amikor Zsigmond magyar király kíséretének a tagja volt. Az anyai nagyszülei némai Kolos Ambrus (fl. 1508–1518), királyi udvarnok (aulae regiae familiaris), veszprémi követ, földbirtokos és sávolyi Jósa Orsolya voltak; Kolos Ambrusnak az apja némai Kolos László (fl. 1481–1507), koronaőr, 1507-ben Drégely vára várnagya, 1493-ban a visegrádi vár várnagya, földbirtokos volt. Lengyel István és dalkai Hathalmy Zsófia frigyéből született:
- Lengyel Miklós (fl. 1613–1646), pápai lovaskapitány, földbirtokos. Felesége: nemes Gráff Mária.
- Lengyel László (fl. 1603–1623), győri kapitány, földbirtokos. Felesége: nádasdi Darabos Judit (fl. 1646)
- Lengyel Boldizsár (fl. 1643)
- Lengyel Fruzsina. Férje. báró ákosházi Sárkány Miklós.
- Lengyel Katalin (fl. 1613). Férje: Nádasdy Tamás (fl. 1586–1619), Vas vármegye alispánja, országgyűlési követe 1597-ben, földbirtokos.
- Lengyel János (fl. 1627–1645), földbirtokos. Felesége: giczi assa és ablánczkürthi Ghyczy Zsuzsanna.